# 馮従吾

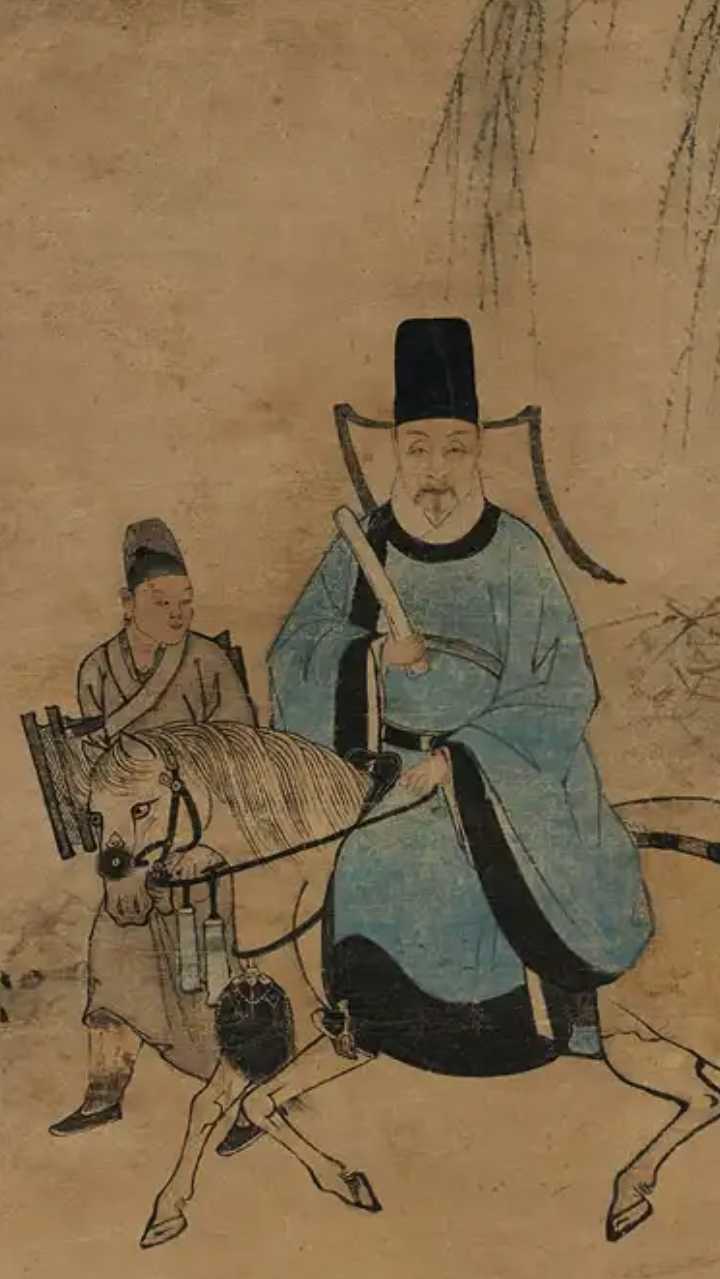
馮従吾

馮 従吾（ふう じゅうご、1556年 - 1627年）は、明代の儒学者・官僚。字は仲好、号は少墟。本貫は西安府長安県。

## 生涯
許孚遠に師事して、周敦頤・程顥の性理学を学んだ。1589年（万暦17年）、進士に及第した。庶吉士となり、御史に任じられた。内城を巡視すると、宦官が名刺を差し出して面会を求めてきたが、従吾はこれを退けた。礼科都給事中の胡汝寧の悪行を暴いて外任に左遷させた。
1592年（万暦20年）1月、従吾は祭祀や政務を怠って飲酒にふける万暦帝を強く諫める上奏をおこなった。万暦帝は激怒して、従吾を杖罰に処そうとした。たまたま仁聖太后の誕生日であり、閣臣たちが弁護したため従吾は処罰を免れた。従吾は官を辞して帰郷した。ほどなく長蘆で塩政巡検として起用され、不正を追及した。北京に召還されたが、ちょうど軍政をめぐって両京（北京・南京）の言官（御史・給事中）たちの多くが降格・左遷されており、従吾は以前の上疏のために官籍から削られた。帰郷すると、邸の門戸を閉ざして客を謝絶し、理学の研鑽に打ち込んだ。家居すること25年に及んだ。
1620年（泰昌元年）、泰昌帝が即位すると、従吾は尚宝司卿として起用され、太僕寺少卿に進んだが、長兄の喪に服すため赴任しなかった。まもなく大理寺少卿に転じた。1622年（天啓2年）、左僉都御史に抜擢された。在任2カ月で左副都御史に進んだ。朝廷で梃撃の案・紅丸の案・移宮の案の三案の収束が議論されると、従吾は紅丸の案の疑惑の人物である李可灼の引退を許したことを批判し、梃撃の案で犯人を暴いた諸臣を非難した者たちが奸人であると主張した。
従吾は鄒元標とともに首善書院を建てて時政を議論したことから、給事中の朱童蒙に弾劾された。従吾は病と称して引退を願い出たが、天啓帝に慰留された。給事中の郭允厚と郭興治が相次いで鄒元標を非難すると、従吾は再び上疏して引退し、帰郷した。
1624年（天啓4年）春、従吾は南京右都御史として起用された。上疏しないうちに、北京に召還されて工部尚書に任じられた。趙南星と高攀龍が相次いで官を去ると、従吾もたびたび上疏して致仕した。1625年（天啓5年）秋、魏忠賢の仲間の張訥の上疏により、従吾は官籍から削られた。従吾を以前から憎んでいた王紹徽が吏部尚書となると、喬応甲を陝西に派遣して従吾を攻撃する材料を探させたが、得るところはなかった。そこで書院を破壊し、先聖像を引き倒し、城の隅に投げ捨てさせた。1627年（天啓7年）、従吾は憂憤のうちに病を得て死去した。享年は52。1628年（崇禎元年）、官位を回復し、太子太保の位を追贈された。諡は恭定といった。
著書に『元儒考略』4巻・『疏草』1巻・『関学編』5巻・『馮子節要』14巻・『馮少墟集』22巻があった。